# Ataxocerithium huttoni
Ataxocerithium huttoni är en snäckart som först beskrevs av Alexandre Édouard Maurice Cossmann 1895.  Ataxocerithium huttoni ingår i släktet Ataxocerithium och familjen Cerithiopsidae. Inga underarter finns listade i Catalogue of Life.